# 佐藤龍文
佐藤 龍文（さとう りゅうぶん、 1976年7月31日 - ）は、NHKのシニアアナウンサー。故郷にゆかりのある「花巻イーハトーブ大使」を務めている。

## 人物
岩手県花巻市出身、岩手県立花巻北高等学校を経て、早稲田大学第一文学部を卒業後、1999年（平成11年）に入局。

## 嗜好・挿話
- 出身地のゆかりから「花巻イーハトーブ大使」の肩書を持つ[2]。
- 「龍文」という名前は生まれ年の干支の辰（龍）と生まれ月の和名「文月」生まれに由来する[3]。ローマ字表記のイニシャル「R･S」と共に、愛称にもなっている。
- 2011年3月11日の国会中継（第177回国会・参議院決算委員会・平成21年度決算決議）の実況担当者の1人。東日本大震災の緊急地震速報では、大きく揺れる国会議事堂で、視聴者に注意の呼びかけを行った[4]。
- その他、キャリアの中ではニュース番組の担当が多く、NHK局員によると報道部門から高評価を得ているという[5]。ラジオの定時ニュースを担当する際、臨時ニュースが入ったり時間が押している場合など、余程時間が無い場合を除いては「ここまで〇〇時のニュース、佐藤龍文がお伝えしました。」と、フルネームを名乗った上で挨拶をする。これはかつては主流だったが、近年のNHKのアナウンサーとしては珍しくなっている。
- 2013年2月20日にBSプレミアムで放送された『80年後のKENJI～宮沢賢治映像童話集』にて、宮沢賢治の『雨ニモ負ケズ』の朗読を担当。当時、ニュース番組を中心に担当していたなか、普段とは異なる故郷の岩手弁での朗読を行った[6]。
- 好きな食べ物は、うに、鮭の刺身。

## 担当番組・業務
太字は、現在担当中の番組　

### 山形放送局時代（1999年度 - 2003年度）
- 山形県のニュース・中継・リポート
- きらり!やまがた
- やまがたゆうがた600
- ひるどき日本列島
- ふだん着の温泉
- 紅花の国　咲かそう文化　ときめく未来 第18回国民文化祭・やまがた2003開会式　2003年10月5日総合 10月6日デジタルBS Hi

### 札幌放送局時代（1度目）（2004年度 - 2007年度）
- ほくほくテレビ ニュースキャスター（2005年4月 - 2008年3月）
- 北海道のニュース

### 東京アナウンス室時代（1度目）（2008年度 - 2013年度）
- NHKニュースおはよう日本
  - 平日4時・5時台キャスター（高瀬耕造アナウンサーと隔週交代・2008年4月 - 2009年3月）
  - 平日6時台ニュースリーダー（2009年4月 - 2010年3月）
- 月刊とれたてマイビデオ （2008年4月 - 2009年3月）
- NHKニュース（平日午前10時）（2009年4月 - 2010年3月）
- NHKニュース（土日の正午、午後1時、午後3時、午後6時）（2010年4月3日 - 2012年4月1日）
  - 高瀬耕造の代行キャスター（2013年5月2日）
- 首都圏ニュース（2010年4月3日 - 2012年4月1日）
- 80年後のKENJI～宮沢賢治　映像童話集～（ナレーション）（BSプレミアム）（2013年2月20日、2月27日、3月6日）
- 第23回参議院議員通常選挙（選挙速報）（サブキャスター）（2013年7月22日）
- NHKニュース7（土曜、日曜、祝日）： サブキャスター（2012年4月 - 2014年3月）
  - ニュース・気象情報（午後8時45分）（土曜、日曜）（2012年4月 - 2014年3月）
  - ニュース845（関東甲信越ローカル）（祝日）：キャスター　（2012年4月 - 2014年3月）
- 国会中継（不定期）ディレクター兼務（2012年度 - 2013年度）
- 全国戦没者追悼式  進行（2013年8月15日）

### 札幌放送局時代（2度目）（2014年度 - 2018年6月）
- ほっとニュース北海道 キャスター（2014年3月31日 - 2018年3月30日）
- 北海道のニュース（不定期）
- ほっとニュース845（不定期）

### 盛岡放送局時代（2018年6月- 2021年6月）
- 放送部副部長
- 岩手県のニュース（不定期）
- NHKニュースおはよういわて（不定期）
- NHKニュース845いわて（不定期）
- ニュース645（不定期）
- おばんですいわて（編集責任者・三好正人、大嶋貴志、手嶌真吾、児林大介のキャスター代行など）
- まじぇ5時（編集責任者）
- 盛岡放送局制作番組の編集責任者
- 緊急報道（盛岡放送局発）
- 北海道道×東北ココから『いざ世界遺産へ！"北の縄文"大探求SP』（2021年7月9日）
  - この番組をPRするため、東京異動直前の2021年6月28日にはかつて自身が担当した「ほっとニュース北海道」に放送局の垣根を越えてゲスト出演した。

### 東京アナウンス室時代（2度目）（2021年7月 - ）
- ニュースウオッチ9（ナレーション、ニュースリーダー：2021年7月 - 2023年3月31日）[7]
- サタデーウオッチ9（ナレーション、ニュースリーダー：2022年4月2日 - 2023年4月1日）[8]
  - 同年2月26日に放送されたパイロット版でもニュースリーダーを務めた。
- ニュース645
  - 2022年度までは土日担当（2022年度は土曜は毎週・日曜は不定期）、2023年度は祝日不定期担当
- ニュース・気象情報
  - 2021・2022年度は金曜23時30分[7]・土曜22時55分[8]を主に担当。日曜22時40分[8]を担当することもあった。
  - 2023年度は平日12時15分・15時7分の首都圏局発分を担当。
- ニュース・気象情報（午後11時）（2021年7月26日・7月28日、糸井羊司の代理キャスター）
- 新年一般参賀〜皇居から中継〜（進行：2023年1月2日）
- 首都圏ニュース845（キャスター：2023年4月5日 - 2024年3月）
- 首都圏ネットワーク（ニュースリーダー：2023年4月 - 2024年3月）
- きょうの健康（司会：2023年4月3日 - 2025年2月26日）
- 地域放送局への出張
  - 広島放送局（夜勤ラジオニュース、お好み845：2023年7月31日 - 8月1日）
- NHKラジオニュース（土日祝リーダー、2023年9月16日 - 2024年3月、小野文明、田中逸人らと週替わりで担当）